# Ernie Wasson
Ernie George Wasson (Berkeley, 10 januari 1950) is een Amerikaans botanicus en tuinbouwkundige.

## Biografie
Ernie Wasson ging van 1964 tot 1968 naar de El Cerrito High School in de stad El Cerrito, dicht bij Berkeley. Daarna studeerde Wasson van 1968 tot 1974 aan de Humboldt State University in Arcata (Californië), waar hij in 1974 zijn Bachelor of Science-diploma in de aardrijkskunde kreeg. Van 1978 tot 1981 was hij mede-eigenaar van een pépinière in het Californische Humboldt County. Bovendien gaf hij van 1979 tot 1981 les als leraar aan het College of the Redwoods, later aan de Green Animals Topiary Gardens in Rhode Island. Van 1982 tot 1984 voltooide Wasson het Longwood Graduate Program in Ornamental Horticulture and Public Garden Management aan de University of Delaware in Newark en studeerde met een Master of Science af.
In het kader van zijn universitaire opleiding hield Wasson zich bezig met de bemiddeling van wetenschappelijke informatie over plantenveredeling, plantenkeuze en tuinbouwvoorzieningen voor de bescherming van planten in openbare ruimtes (public horticulture). Hij studeerde als Master af in het kader van het Longwood Graduate Program, diens interdisciplinaire aanpak op de traditionele voorwerken van Longwood Gardens berust. Na voltooiing van zijn studie begon Wasson opnieuw te werken in het vrije bedrijf. Hij werkte o.a. van 1991 tot 1998 bij een tuinbouwbedrijf in zijn geboorteplaats Berkeley.
Sinds 1998 beheert Wasson het plantenteeltgebied en de botanische schooltuin aan het Cabrillo College in Aptos. Daar houdt hij toezicht op een van de rijkst aan soorten salietuinen van de wereld. Daarnaast omvat de tuin een uitgebreide collectie van Californische vegetatie en wereldwijde vegetatie van het mediterraan klimaat. Tijdens de ambtsperiode van Wasson zijn er onder meer de drie cultivars Salvia 'Katheena' (1998), Salvia 'Cabrillo Sunrise' (1999), Salvia 'Cabrillo Sunset' (2001) gekweekt.
Wasson droeg als een van de zes experts bij aan het Engelstalige origineel van de door Gordon Cheers uitgegeven en in 1997 bij Random House in Australië verschenen tuinboek Botanica: The Illustrated A-Z of Over 10,000 Garden Plants (vertaling: Botanica: Het Geïllustreerde ABC van meer dan 10.000 tuinplanten). Waarbij hij vooral ging over de thema's tuinbouw en planteninrichting, Zuid-Afrikaanse planten, siergrassen en saliesoorten.
Voor de Engelstalige licentie-uitgave voor de Verenigde Staten, die in hetzelfde jaar bij uitgeverij Barnes & Noble verscheen, was Wasson ook als uitgever verantwoordelijk, samen met Richard G. Turner Jr. Het boek is intussen een standaardliteratuur; het verscheen in meerdere, deels herziene edities en licentie-uitgaves en is in verschillende talen vertaald.
Voor het in 2001 bij Global Book Publishing in Australië verschenen tuinboek Trees & shrubs. Illustrated A–Z of over 8500 plants (vertaling: Bomen & struiken. Geïllustreerd ABC van meer dan 8500 planten) toonde Wasson zich als mede-uitgever alsook hoofd-expert verantwoordelijk. Het boek verscheen ook in verschillende edities en licentie-uitgaves en werd vertaald in het Chinees.

## Galerij

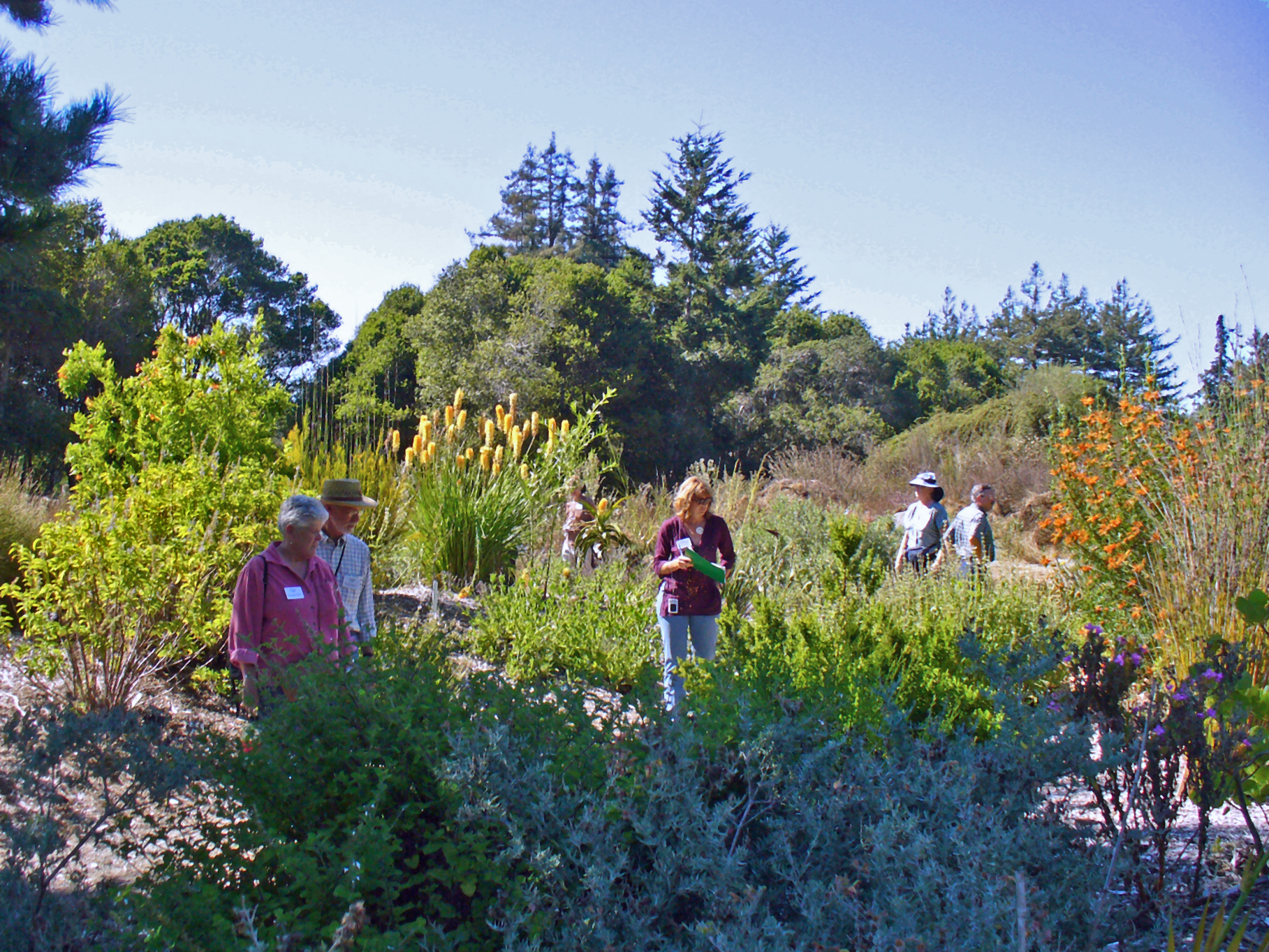
Cabrillo College, The Salvia Garden

## Publicaties (selectie)

### Als auteur
- (en) Wasson, Ernie (november 1987). Home Horticulture Information Requests and A Model for Establishing Horticultural Information-Resource Centers. University of Delaware, Newark (Delaware/USA).

### Als uitgever en vakkundig adviseur
- (en) Botanica, The Illustrated A–Z of over 10,000 Garden Plants and How to Cultivate Them. Barnes & Noble, New York (1997). ISBN 0-7607-0816-9.
  - (en) Botanica, The Illustrated A–Z of over 10,000 Garden Plants and How to Cultivate Them. Random House Australia, Sydney (Australië) (1997). ISBN 0-0918-3806-1.
  - (en) Botanica, The Illustrated A–Z of over 10,000 Garden Plants and How to Cultivate Them. 3e, herziene editie, Barnes & Noble, New York (2004). ISBN 0-7607-5973-1.
  - (fr) Cheers, Gordon (7 februari 2001). Botanica. Encyclopédie de botanique et d’horticulture. Plus de 10.000 plantes du monde entier. Könemann Verlagsgesellschaft, Keulen. ISBN 3-8290-1952-1.
- (en) Trees & shrubs. Illustrated A–Z of over 8500 plants. Global Book Publishing, Willoughby (New South Wales) (2001). ISBN 1-7404-8007-4.
  - (en) Trees & shrubs. Illustrated A–Z of over 8500 plants. Barnes & Noble, New York (januari 2003). ISBN 0-7607-4030-5.
  - (en) The complete encyclopedia of trees and shrubs. Descriptions, Cultivation Requirements, Pruning, Planting. Thunder Bay Press, San Diego (Californië) (maart 2003). ISBN 1-592-23055-5.
  - (zh) 世界园林乔灌木 : 汇8500隻多种园林树木 (Shi jie yuan lin qiao guan mu. hui 8500 zhi duo zhong yuan lin shu mu, engl. Botanica's trees & shrubs). 中国林业出版社 (Zhongguo lin ye chu ban she), Peking (Volksrepubliek China) (2004). ISBN 7-5038-3810-8.